# کاردیف (آلاباما)

محل آلاباما در آمریکا

محل شهر در آلاباما.

کاردیف  شهری است در ایالت آلاباما در کشور آمریکا.

## مکان
کاردیف در موقعیت ‎ ۳۳°۳۸’ ۴۳’’ N ۸۶°۵۵’ ۵۹’’ V (‏۳۳،۶۴۵۳۸۴; ‑۸۶،۹۳۲۹۶۵‏)‎ قرار دارد.با توجه به اطلاعات ادازه آمار آمریکا مساحت آن در حدود ۰،۵km² است.

## مردم‌شناسی
با توجه به آمار سال ۲۰۰۰ جمعیت آن ۸۲ نفر، ۳۳ خانواده در آن ساکن هستند.تعداد ۳۸ واحد خانه در هر مساحت تقریبی (۷۳،۴akm²) قرار دارد.۲۲% درصد از خانواده‌های فرزند زیر ۱۸ سال داشتند که از این تعداد ۶۰،۶% درصد زوج بوده و ۱۲،۱% درصد زنان بدون شوهر و ۲۱،۲% درصد نیز غیر خانواده بودند.متوسط درآمد یک خانواده در حدود US$۴۵۰۰۰ است و زنان درآمد متوسط US$۲۸۹۰۶ و مردان درآمد متوسط US$۱۸۱۲۵ به‌دست می‌آورند.